# Rugby 7 na Igrzyskach Wspólnoty Narodów 2022 – kwalifikacje
Kwalifikacje do turnieju rugby 7 na Igrzyskach Wspólnoty Narodów 2022 miały na celu wyłonienie męskich i żeńskich reprezentacji narodowych w rugby 7, które wystąpiły w tych zawodach.
W zawodach wzięło udział szesnaście drużyn męskich i osiem żeńskich, wyłonionych we wcześniejszych kwalifikacjach.

## Informacje ogólne
Na początku marca 2021 roku ogłoszono schemat kwalifikacji, zgodnie z którym uczestnicy zawodów – szesnaście drużyn męskich i osiem żeńskich – zostali wyłonieni przez World Rugby w światowych cyklach oraz regionalnych turniejach.

## Kwalifikacje mężczyzn
|                                | Afryka                  | Ameryka Północna/Karaiby | Azja              | Europa        | Oceania                             |
| ------------------------------ | ----------------------- | ------------------------ | ----------------- | ------------- | ----------------------------------- |
| Automatyczna kwalifikacja      |                         |                          |                   | Anglia        |                                     |
| WRSS (2018/2019) i (2019/2020) | Południowa Afryka Kenia | Kanada                   |                   | Szkocja Walia | Australia Fidżi Nowa Zelandia Samoa |
| Regionalne eliminacje          | Uganda Zambia           | Jamajka                  | Sri Lanka Malezja |               | Tonga                               |

### World Rugby Sevens Series
Kwalifikację uzyskać miało dziewięć najwyżej uplasowanych drużyn World Rugby Sevens Series w sezonach 2018/2019 i 2019/2020 z wyłączeniem Anglii. Okazały się nimi być Nowa Zelandia, Fidżi, Południowa Afryka, Australia, Samoa, Kanada, Szkocja, Kenia i Walia.

### Afryka
Afryce zostały przydzielone dwa miejsca, o które walczono podczas mistrzostw Afryki, które odbyły się w dniach 23–24 kwietnia 2022 roku w Kampali. Udział w półfinałach kontynentalnego czempionatu dał awans Ugandzie i Zambii.

### Ameryka Północna/Karaiby
Turniej kwalifikacyjny, będący jednocześnie mistrzostwami strefy RAN, odbył się w Nassau w dniach 23–24 kwietnia 2022 roku, a jego stawką było jedno miejsce na Igrzyskach Wspólnoty Narodów 2022. Uzyskali je Jamajczycy, którzy dotarli do finału zawodów.

### Azja
Azji na igrzyskach przyznano dwa miejsca, o które rywalizacja odbyła się podczas mistrzostw kontynentu rozegranych w dniach 19–20 listopada 2021 roku w Dubaju. Uzyskały je Sri Lanka oraz Malezja jako najwyżej sklasyfikowani członkowie Commonwealth.

### Oceania
Oceanii przyznano jedno miejsce, o które zespoły miały rywalizować podczas turnieju zaplanowanego na kwiecień 2022 roku. Z uwagi na jego odwołanie z powodu COVID-19 światowy i regionalny związek w marcu 2022 roku postanowiły, iż kwalifikację otrzyma najlepszy zespół z tego regionu według rankingu obejmującego sezon 2020/2021 World Rugby Sevens Series oraz Mistrzostwa Oceanii w Rugby 7 Mężczyzn 2019. Zgodnie z tymi wytycznymi prawo gry na igrzyskach otrzymała reprezentacja Tonga.

## Kwalifikacje kobiet
|                               | Afryka            | Ameryka Północna/Karaiby | Azja      | Europa  | Oceania                 |
| ----------------------------- | ----------------- | ------------------------ | --------- | ------- | ----------------------- |
| Automatyczna kwalifikacja     |                   |                          |           | Anglia  |                         |
| WSS (2018/2019) i (2019/2020) |                   | Kanada                   |           |         | Nowa Zelandia Australia |
| Regionalne eliminacje         | Południowa Afryka |                          | Sri Lanka | Szkocja | Fidżi                   |

### World Rugby Women’s Sevens Series
Kwalifikację uzyskać miały dwie najwyżej uplasowane drużyny World Rugby Women’s Sevens Series w sezonach 2018/2019 i 2019/2020 z wyłączeniem Australii – oraz najlepsza z drużyn z regionu RAN. W przypadku gdyby znajdowała się ona we wspomnianej czołowej dwójce, awans uzyskałaby kolejna będąca członkiem Commonwealth. Awans ze światowego cyklu uzyskały Nowa Zelandia, Kanada i Australia.

### Afryka
Stawką turnieju eliminacyjnego, będącego jednocześnie mistrzostwami Afryki, który odbył się w dniach 29–30 kwietnia 2022 roku w Jemmal, było jedno miejsce na Igrzyskach Wspólnoty Narodów 2022. Awans do finału zawodów dał kwalifikację reprezentantkom Południowej Afryki.

### Europa
Jedno miejsce zostało przydzielone Europie. Otrzymała je Szkocja jako najwyżej sklasyfikowana drużyna dwurundowych Mistrzostw Europy 2021 należąca do Wspólnoty Narodów.

### Oceania
Oceanii przyznano jedno miejsce, o które zespoły miały rywalizować podczas turnieju zaplanowanego na kwiecień 2022 roku. Z uwagi na jego odwołanie z powodu COVID-19 światowy i regionalny związek w marcu 2022 roku postanowiły, iż kwalifikację otrzyma najlepszy zespół z tego regionu według rankingu obejmującego sezon 2020/2021 World Rugby Women’s Sevens Series oraz Mistrzostwa Oceanii w Rugby 7 Kobiet 2019. Zgodnie z tymi wytycznymi prawo gry na igrzyskach otrzymała reprezentacja Fidżi.